# Aeroportul Croydon
Aeroportul Croydon (IATA: CDQ, ICAO: YCRY) este un aeroport din Queensland, Australia.
Situat la o altitudine de 113 m, aeroportul dispune de o singură pistă.